# Държавно знаме
Държавното знаме е един от символите на държавата, заедно с герба и химна.
Върху държавното знаме често се изобразява гербът, негови елементи или различни знаци, засягащи исторически или културни мотиви, политическият строй, географското положение, икономиката на страната, религиозните вярвания. Описанието на държавното знаме се определя по законен ред в конституцията на страната. Специални правителствени актове регламентират начина на издигане и спускане на знамето.
На обществените и частните сгради, като училищата и съдебните палати, често се поставя държавно знаме. В някои страни държавното знаме може да се издигне само през определени дни на невоенни сгради, а по време на национален траур се издига наполовина. При война знаменосецът трябва да опази знамето на всяка цена и да не позволява да бъде пленено.

## Процедура по приемане
Държавното знаме често, но не винаги е споменато или описано в конституцията на държавата. Подробното му описание може да е упълномощено и от специален закон. Малки промени по държавното знаме могат да се внасят на законодателно или изпълнително ниво, докато значителните промени имат конституционален характер.
Промяната на държавното знаме често се дължи на промяна в политическия режим, особено след гражданска война или революция. В такива случаи то може да придобие статут на политически символ.

## Използване

### Вертикално
Повечето знамена могат да се вдигат вертикално, като се завърти стълба на знамето. Все пак, някои държави имат специални протоколи за тази цел, а други имат специални знамена за вертикално висене, обикновено като се завъртат някои елементи на знамето, например герба, така че да се вижда в изправено положение.
Примери за държави със специален протокол за вертикално поставяне са: Канада, Чехия, Гърция, Израел, Филипините, Саудитска Арабия, ЮАР, САЩ и Великобритания.
Примери за държави със специален дизайн за вертикално поставяне са: Австрия, Германия, Унгария, Мексико, Черна гора, Полша, Словакия, Камбоджа, Доминика и Лихтенщайн.